# كلير ماكلاكلان
كلير جين ماكلاكلان (بالإنجليزية: Claire Jane McLachlan)‏ وهي مُدرسة في نيوزيلندا. وهي حاليا أستاذة في جامعة وايكاتو. تخصصها هو محو الأمية في مرحلة الطفولة المبكرة.

## عملها
حصلت كلير على درجة الماجستير في العلوم من خلال أطروحتها بعنوان «خبرة أم لطفل يبكي» في عام 1991. حصلت على درجة الدكتوراه لعملها في" محو الأمية في رياض الأطفال في نيوزيلندا: دراسة للسياسة والممارسات "في عام 1996. بين عامي 2000 و 2006 عملت في جامعة أوكلاند للتكنولوجيا قبل أن تعود إلى جامعة ماسي حيث ارتقت إلى أستاذ كامل في عام 2013. ثم انتقلت إلى جامعة وايكاتو بصفتها أستاذة ورئيسة للمدرسة حاليًا.

## من أعمالها
- ماكين، لوري، كريس جونز دياز وكلير جان ماكلاكلان - القراءة والكتابة في مرحلة الطفولة - تغيير وجهات النظر. إلزيفير. أستراليا (2007).
- مناهج الطفولة المبكرة: التخطيط والتقييم والتنفيذ. مطبعة جامعة كامبريدج. (2013).
- «محو الأمية في الطفولة المبكرة في نيوزيلندا: معتقدات وممارسات المعلمين.» المجلة الأسترالية للطفولة المبكرة 31 عدد. 2 (2006): 31-42.
- «تحليل لتاريخ وسياسات ومناهج نيوزيلندا في الطفولة المبكرة».

## وصلات خارجية
- linked-in
- researchgate
- institutional homepage